# Karl August Heynen
Karl August Heynen (* 10. April 1875 in Barmen; † 30. Mai 1943 in Wuppertal) war der Gründer des ersten Reformhauses.

## Leben und Wirken
Um 1900 eröffnete Karl August Heynen in Barmen (heute ein Stadtteil von Wuppertal) ein Einzelhandelsgeschäft und nannte es „Reformhaus Jungbrunnen“. Weitere Filialen wurden in Kassel, Mönchengladbach, Magdeburg, Würzburg, Nürnberg, Freiburg im Breisgau und Straßburg eröffnet. Diese Standorte wechselten später ihren Besitzer, existieren aber zum Teil heute noch.
Das Stammhaus in der Wittelsbacherstraße 35 wurde im Zweiten Weltkrieg bei dem Luftangriff auf Barmen im Mai 1943 zerstört, bei dem auch Heynen und seine Frau Selma Heynen, geborene Heilscher, ums Leben kamen.